# Johannes Bugenhagen
Johannes Bugenhagen (Wollin, 24 giugno 1485 – Wittenberg, 20 aprile 1558) è stato un religioso e predicatore tedesco.
Soprannominato Pomeranus per via della sua patria d'origine (la Pomerania), fu una delle personalità più illustri della riforma protestante che interessò la Germania e, in seguito, buona parte del continente europeo a partire dal 1517.

## Biografia
Nacque nella regione della Pomerania, a Wollin (oggi Wolin, in Polonia), nel 1485 e, durante la sua adolescenza, ricevette una buona educazione prima di giungere agli studi universitari dedicandosi a svariati campi dello scibile umano. Presso l'accademia di Greifswald si occupò particolarmente di grammatica, dialettica, musica e persino di fisica.
Personalità poliedrica, mostrò grande ingegno nel campo pedagogico, promuovendo gli studi scolastici inizialmente nella scuola di Treptow. Furono, questi, anni vivacissimi ed intensi sotto il profilo della ricerca intellettuale, che fecero approdare Bugenhagen alla scoperta delle idee di Erasmo da Rotterdam e dei numerosi umanisti che auspicavano una riforma di tutta la Chiesa.
Tale desiderio si rafforzerà allorquando entrerà in possesso delle opere di Lutero e, con precisione, del De Captivitate Babiloniae, inizialmente giudicato da lui stesso eretico e pernicioso per l'integrità della fede e, in seguito, accolto come foriero di verità da propagare. Nel 1522, dopo aver carpito le attenzioni e gli elogi di Lutero, venne nominato ministro della collegiata di Wittenberg; incarico che conserverà sino alla morte.
A partire dallo stesso anno si occuperà dell'organizzazione di numerose chiese in varie località della Germania (tra le altre Amburgo e Lubecca) prima che il re di Danimarca e di Norvegia, Cristiano III, lo chiamasse per dare ordine e struttura alla chiesa del suo regno, imprimendole il sigillo delle dottrine luterane.
Bugenhagen soppresse la gerarchia cattolica nominando sovrintendenti luterani, e ordinò circa 24 000 ministri di culto per ciascuna delle due parti componenti il regno danese. Inoltre, attivo fu anche il suo operato volto alla riorganizzazione delle università, prima fra tutte quella di Copenaghen, e alla promozione di scuole femminili, da affiancare a quelle maschili, dopo che avevano visto la chiusura in seguito alla soppressione degli ordini religiosi cattolici. Contemporaneamente, favorì ed incrementò la nascita e lo sviluppo delle prime Università popolari della storia, rivolte all'alfabetizzazione culturale degli adulti.